# Список мэров Лос-Анджелеса
Мэр Лос-Анджелеса — глава города Лос-Анджелес (штат Калифорния, США).
В настоящее время мэр Лос-Анджелеса избирается на срок в четыре года, максимальное время пребывания на посту — два срока. Избрание происходит по схеме абсолютного большинства, первый раунд — внутрипартийный.
С 1850 по 1889 год выборы мэра города проходили ежегодно, с 1889 по 1921 год срок полномочий мэра составлял два года, с 1921 по 1929 год — три года, с 1929 года мэр избирается на срок четыре года. 1 июля 2017 года мэр города был избран на срок в пять с половиной лет, чтобы выборщики могли в один день отдать свои голоса как за мэра Лос-Анджелеса, так и за губернатора Калифорнии. Следующие выборы состоялись 1 января 2023 года, срок полномочий мэра снова составил четыре года. В своей работе мэр руководствуется конституцией страны и штата. 43-м (нынешним) мэром города является Карен Басс (с 10 декабря 2022 года). Резиденции мэра — Гетти-хаус и ратуша. Обращение к мэру — «ваша честь». Зарплата мэра (по данным на 2015—2016 фискальный год) — 239 993 доллара в год.
Первый и пока единственный афроамериканец, находившийся на этом посту — Том Брэдли, он же является рекордсменом по длительности пребывания на этой должности: ровно 20 лет, с 1 июля 1973 по 1 июля 1993 года. Минимальное время на этой должности находился Уильям Стивенс — 11 дней.
Двое мэров умерли, находясь в должности: это Генри Меллас и Фредерик Макдугалл. Также с 1850 года четырежды мэрами города были испанцы, дважды — канадцы французского происхождения.

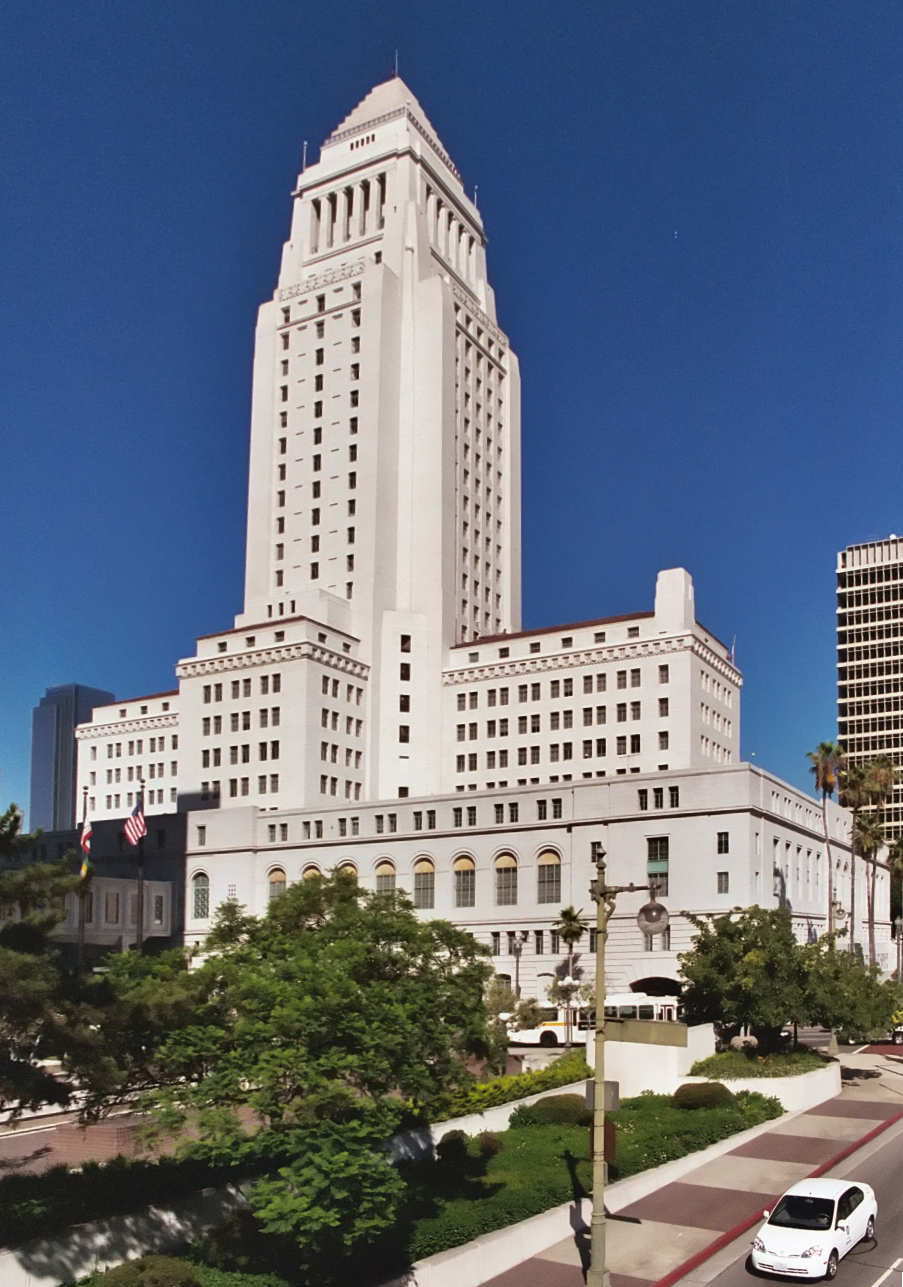
Ратуша Лос-Анджелеса
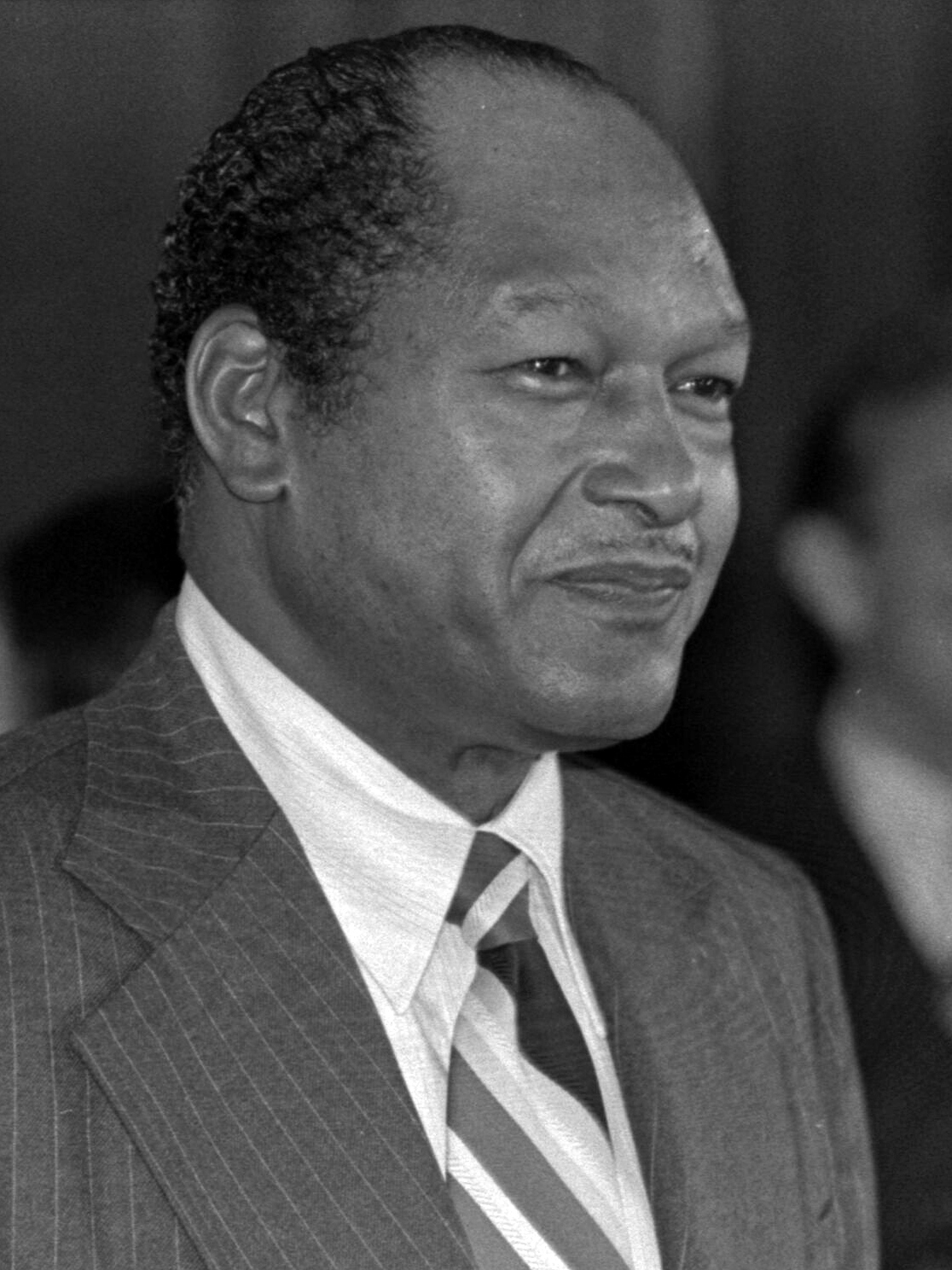
Том Брэдли — рекордсмен по длительности пребывания на этой должности
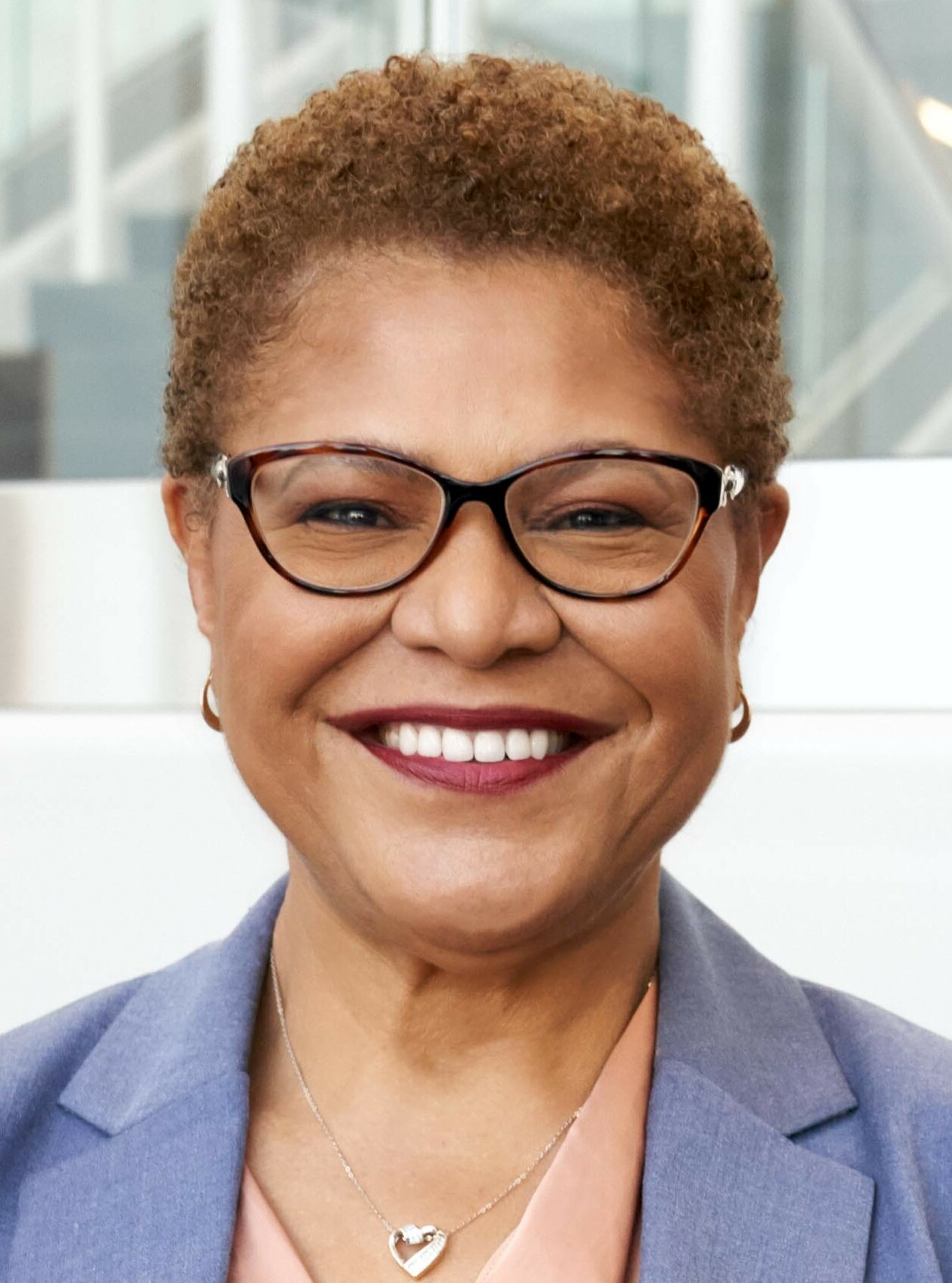
Карен Басс — нынешний мэр города (первая женщина на этом посту)

## Список
Лос-Анджелес был инкорпорирован как «город» (city) 4 апреля 1850 года. Первые официальные выборы мэра города были подготовлены менее чем за три месяца и состоялись 1 июля того же года. Ниже представлен список мэров с этого дня по настоящее время.
| Имя, годы жизни                   | Фото | На посту                                                                                     | Ссылки (англ.), комментарии   |
| --------------------------------- | ---- | -------------------------------------------------------------------------------------------- | ----------------------------- |
| Альфус П. Ходжес 1821—1858        |      | 1 июля 1850 — 7 мая 1851                                                                     |                               |
| Бенджамин Дэвис Уилсон 1811—1878  |      | 7 мая 1851 — 4 мая 1852                                                                      |                               |
| Джон Г. Николс 1812—1898          |      | 4 мая 1852 — 3 мая 1853 4 октября 1856 — 9 мая 1859                                          |                               |
| Антонио Коронел 1817—1894         |      | 3 мая 1853 — 4 мая 1854                                                                      |                               |
| Стивен Кларк Фостер 1820—1898     |      | 4 мая 1854 — 13 января 1855 25 января 1855 — 9 мая 1855 7 мая 1856 — 22 сентября 1856        |                               |
| Томас Фостер                      |      | 9 мая 1855 — 7 мая 1856                                                                      |                               |
| Мануэль Рекена 1802—1876          |      | 22 сентября 1856 — 4 октября 1856                                                            |                               |
| Дамьен Марчессо 1818—1868         |      | 9 мая 1859 — 9 мая 1860 7 января 1861 — 6 мая 1865 8 мая 1867 — 8 августа 1867               |                               |
| Генри Меллас 1816—1860            |      | 9 мая 1860 — 26 декабря 1860                                                                 |                               |
| Уоллес Вудуорт 1832—1882          |      | 26 декабря 1860 — 7 января 1861                                                              |                               |
| Жозе Маскарель 1816—1899          |      | 5 мая 1865 — 10 мая 1866                                                                     |                               |
| Кристобаль Агильяр 1816—1886      |      | 10 мая 1866 — 8 мая 1867 8 августа 1867 — 7 декабря 1868 9 декабря 1870 — 5 декабря 1872     |                               |
| Джоэль Тёрнер 1820—1888           |      | 9 декабря 1868 — 9 декабря 1870                                                              |                               |
| Джеймс Р. Тобермен 1836—1911      |      | 5 декабря 1872 — 18 декабря 1874 5 декабря 1878 — 9 декабря 1882                             |                               |
| Прюден Бодри 1818—1893            |      | 18 декабря 1874 — 8 декабря 1876                                                             |                               |
| Фредерик А. Макдугалл ? — 1878    |      | 8 декабря 1876 — 16 ноября 1878                                                              |                               |
| Бернард Кон 1835—1889             |      | 21 ноября 1878 — 5 декабря 1878                                                              |                               |
| Камерон Э. Том 1825—1915          |      | 9 декабря 1882 — 9 декабря 1884                                                              |                               |
| Эдвард Фоллз Спенс 1832—1892      |      | 9 декабря 1884 — 14 декабря 1886                                                             |                               |
| Уильям Г. Уоркмен 1839—1918       |      | 14 декабря 1886 — 10 декабря 1888                                                            |                               |
| Джон Брайсон 1819—1907            |      | 10 декабря 1888 — 25 февраля 1889                                                            |                               |
| Генри Т. Хазард 1844—1921         |      | 25 февраля 1889 — 5 декабря 1892                                                             |                               |
| Уильям Хартшорн Бонсалл 1846—1905 |      | 5 декабря 1892 — 12 декабря 1892                                                             |                               |
| Томас Э. Роуэн 1842—1901          |      | 12 декабря 1892 — 12 декабря 1894                                                            |                               |
| Фрэнк Рэдер 1848—1897             |      | 12 декабря 1894 — 16 декабря 1896                                                            |                               |
| Мередит П. Снайдер 1859—1937      |      | 16 декабря 1896 — 15 декабря 1898 12 декабря 1900 — 8 декабря 1904 1 июля 1919 — 1 июля 1921 |                               |
| Фредерик Итон 1856—1934           |      | 15 декабря 1898 — 12 декабря 1900                                                            |                               |
| Оуэн Макэлир 1858—1944            |      | 8 декабря 1904 — 13 декабря 1906                                                             |                               |
| Артур Сайприан Харпер 1866—1948   |      | 13 декабря 1906 — 11 марта 1909                                                              |                               |
| Уильям Стивенс 1859—1944          |      | 15 марта 1909 — 26 марта 1909                                                                |                               |
| Джордж Александр 1839—1923        |      | 26 марта 1909 — 1 июля 1913                                                                  |                               |
| Генри Р. Роуз 1856—1923           |      | 1 июля 1913 — 1 июля 1915                                                                    |                               |
| Чарльз Э. Себастиан 1873—1929     |      | 1 июля 1915 — 2 сентября 1916                                                                |                               |
| Фредерик Т. Вудмен 1871—1949      |      | 5 сентября 1916 — 1 июля 1919                                                                |                               |
| Джордж Э. Крайер 1875—1961        |      | 1 июля 1921 — 1 июля 1929                                                                    |                               |
| Джон Клинтон Портер 1871—1959     |      | 1 июля 1929 — 1 июля 1933                                                                    |                               |
| Фрэнк Л. Шоу 1877—1958            |      | 1 июля 1933 — 26 сентября 1938                                                               |                               |
| Флетчер Боурон 1887—1968          |      | 26 сентября 1938 — 1 июля 1953                                                               |                               |
| Норрис Полсон 1895—1982           |      | 1 июля 1953 — 1 июля 1961                                                                    |                               |
| Сэм Йорти 1909—1998               |      | 1 июля 1961 — 1 июля 1973                                                                    |                               |
| Том Брэдли 1917—1998              |      | 1 июля 1973 — 1 июля 1993                                                                    |                               |
| Ричард Риордан 1930—2023          |      | 1 июля 1993 — 1 июля 2001                                                                    |                               |
| Джеймс Хан род. 1950              |      | 1 июля 2001 — 1 июля 2005                                                                    |                               |
| Антонио Вильярайгоза род. 1953    |      | 1 июля 2005 — 1 июля 2013                                                                    |                               |
| Эрик Гарсетти род. 1971           |      | 1 июля 2013 — 10 декабря 2022                                                                |                               |
| Карен Басс род. 1953              |      | 10 декабря 2022 — н. в.                                                                      | Первая женщина на этом посту. |

За всё это время город несколько раз ненадолго оставался без главы: с 13 по 25 января 1855 года, с 16 по 21 ноября 1878 года, с 11 по 15 марта 1909 года и со 2 по 5 сентября 1916 года.